# Дурицкая, Анна
Анна Дурицкая (укр. Анна Дурицька, род. 27 ноября 1991, Белая Церковь, Киевская область) — украинская фотомодель, финалистка конкурса «Мисс Вселенная Украина» в 2018 году. Она известна своими отношениями с российским политиком Борисом Немцовым и была единственным свидетелем его убийства в 2015 году.

## Убийство Бориса Немцова
27 февраля 2015 года она стала единственным очевидцем убийства Бориса Немцова. Дурицкая более двух лет состояла в отношениях с Немцовым, ведущим оппозиционером Владимиру Путину, и наиболее активным критиком российского военного вторжения в Украину. После убийства Немцова российская полиция поместила её под домашний арест. МИД Украины заявило, что вмешалось, чтобы добиться её освобождения и возвращения из Москвы. Прокремлёвские российские информационные агентства утверждали, что Немцов заставил её сделать аборт в Швейцарии, пытаясь обвинить её и Службу безопасности Украины в убийстве. 
Вернувшись в Киев, столицу Украины, она скрылась под защитой вооружённой охраны, приставленной к ней Генеральным прокурором Украины после того, как ей стали угрожать смертью. Прокремлёвские информационные агентства слили провокационные фотографии Дурицкой, пытаясь её дискредитировать, после чего она отказалась вернуться в Россию для дачи показаний в суде. В декабре 2018 года издание The Guardian перепечатало интервью Дурицкой на телеканале «Дождь» с момента её освобождения, в котором она призвала переименовать улицу близ российского посольства в Лондоне в память о Немцове. Ранее это уже было сделано в Вашингтоне, округ Колумбия, в соответствии с «Законом округа Колумбия 22-92 об обозначении площади Бориса Немцова от 2018 года».

## Личная жизнь
В 2017 году она планировала присоединиться к своему другу Анкиту Лаву (англ. Ankit Love) в Лондоне и поступить в Центральный колледж искусства и дизайна имени Святого Мартина. В 2022 году, после того как Россия начала полномасштабное вторжение в Украину, Дурицкая бежала из страны, выехав из Киева в Софию, а затем прилетев в Лондон, где она подала заявление на получение убежища. В апреле 2022 года её друг Анкит Лав был задержан болгарской полицией недалеко от Годеча, когда он ехал на автомобиле Mercedes-Benz G-класса с украинскими номерными знаками, принадлежащем Дурицкой, обратно в Лондон за ней. В машине находились её дизайнерская одежда и драгоценности стоимостью более 100 000 долларов. Болгарская полиция конфисковала автомобиль Дурицкой, предварительно задержав и допросив Анкита Лава в течение семи часов.